# Stefano Incerti
Stefano Incerti, né à Naples le 25 juillet 1965, est un réalisateur italien. Il a réalisé plus d'une dizaine de films depuis 1995.

## Biographie
Stefano Incerti s'est enthousiasmé très tôt pour le cinéma et a réalisé des productions amateur et des courts métrages en Super 8. Après des études de droit à l'Université de Naples, il commence à travailler comme assistant metteur en scène en 1989, collaborant avec des metteurs en scène de la nouvelle génération comme Enzo Decaro (it), Pappi Corsicato et Mario Martone, avec qui il a également travaillé au théâtre.
En 1995, Stefano Incerti présente son premier film, Il verificatore. Le film reçoit, entre autres, le David di Donatello. Depuis lors, des productions cinématographiques régulières sont apparues, comme la violente et sarcastique Prima del tramonto sorti 1999,  L'uomo di vetro (2007) et les Complici del silenzio qui se déroule en Argentine dans les années 1970.

## Accusations de harcèlement sexuel
À partir de janvier 2020, il est accusé de harcèlement sexuel par des étudiantes de l'Académie des beaux-Arts de Naples, en particulier pour l'envoi de photos à caractères sexuel non sollicitées .
En février, les services du procureur de Naples ouvrent une enquête sur les faits. Il démission de son poste d'enseignant le 19 février 2020.

## Filmographie

### Cinéma
- 1995 : Il verificatore[6]
- 1999 : Prima del tramonto
- 2003 : La vita come viene
- 2007 : L'uomo di vetro
- 2009 : Complici del silenzio
- 2010 : Un tigre parmi les singes (Gorbaciof)
- 2014 : Neve[7]
- 2017 : La parrucchiera

### Télévision
- 1996 : Ritratti d'autore: Francesco Rosi - documentaire TV
- 1997 : I vesuviani (épisode Il diavolo in bottiglia)

### Court-métrage
- 1980 : Secolo decimo primo
- 1982 : Persecuzione
- 1983 : Il rubino
- 1984 : Rapidi movimenti d'occhi
- 1996 : L'uomo di carta
- 2003 : Stessa rabbia, stessa primavera

## Récompense
- 2010 : prix Sergio-Leone au Festival du film italien d'Annecy, pour l'ensemble de son œuvre.